# Generation P
Generation P – ekranizacja książki Wiktora Pielewina pod tym samym tytułem wykonana przez Wiktora Ginzburga. Film, nad którym prace rozpoczęto w końcu 2006 r., wszedł na ekrany kin 14 kwietnia 2011 roku.

## Obsada
- Władimir Epifancjew – Wawa Tatarski
- Michaił Efriemow – Leonid (Legion) Azadowski
- Andriej Fomin – Morkowin
- Iwan Ochłobistin – Maluta
- Władimir Mieńszow – Farcuk Farcejkin
- Aleksandr Gordon – Chanin
- Oleg Taktarow – Wowczik
- Renata Litwinowa – Ałła
- Andriej Panin – Kolia
- Siergiej Sznurow – Girjejew
- Leonid Parfienow
- Amalia Goldanskaja- Lena
- Andriej Wasiliew
- Roman Trachtienberg – Sasza Bło
- Aleksiej Wiejcler
- Elena Polakowa
- Marianna Maksimowskaja
- Igor Grigorjew
- Julia Bordowskich
- Paweł Pieppiersztein
- Wasilij Gorczakow

## Fabuła
Oparty na książce Wiktora Pielewina film pokazuje na przykładzie Wowy Tatarskiego historię wielu młodych Rosjan, którzy próbują znaleźć się w nowej rzeczywistości. Główny bohater po ukończeniu studiów znajduje pracę, jako copywriter i robi zaskakująco szybką karierę w firmie. Przy tej okazji odkrywa, że wielki biznes i polityka, znane ludziom z mediów, są tylko iluzją.
W odróżnieniu od książki, której akcja kończy się u schyłku lat 90. XX w., film doprowadzono do naszych dni, a nawet w przyszłość, pokazując ogłupiające działanie telewizji.
Pokolenie P to pokolenie Pepsi, które wybiera Colę.